# Suguri Hiromasa
Hiromasa Suguri (sinh ngày 29 tháng 7 năm 1976) là một cầu thủ bóng đá người Nhật Bản.

## Sự nghiệp câu lạc bộ
Hiromasa Suguri đã từng chơi cho Honda, Consadole Sapporo, Verdy Kawasaki, Omiya Ardija, Sagan Tosu và Avispa Fukuoka.